# El andén
El andén és una pel·lícula dramàtica espanyola filmada el 1952, però fou estrenada fins al 1957. Fou dirigida Eduardo Manzanos Brochero basada en una pel·lícula de Manuel Pilares i protagonitzada per Jesús Tordesillas.

## Sinopsi
Vallina és un poblet on la seva relació amb l'exterior gira al voltant de l'andana del tren, on només hi paren el treu correu i un mercaderies. El cap d'estació es jubila després de quaranta anys de servei i el poble li prepara una festa de comiat. Enmig de la festa apareix el Talgo, i davant la sorpresa de tot el poble, desplega la banderola vermella i fa detenir el tren. Per aquest motiu la direcció de Renfe decideix sancionar-lo. Aleshores el poble decideix mobilitzar-se en solidaritat amb ell.

## Repartiment
- Jesús Tordesillas... Don Javier
- Marisa de Leza... Pilar
- José Bódalo... Manuel
- José Luis Ozores... Joselón
- Félix Dafauce... Don Marcos
- Juan Calvo... Alcalde
- Miguel Pastor ... Don Víctor
- Rafael Alonso
- Teresa Gracia ... Emma
- Fernando Rey... Don Enrique
- Ana de Leyva 	... Doña María

## Premis
Medalles del Cercle d'Escriptors Cinematogràfics
| Any  | Categoria              | Premiat           |
| ---- | ---------------------- | ----------------- |
| 1952 | Millor actor principal | Jesús Tordesillas |